# Бройх, Томас
Томас Бройх (нем. Thomas Broich; 29 января 1981, Мюнхен, ФРГ) — немецкий футболист, полузащитник.

## Карьера

### Клубная
Бройх дебютировал в профессиональном футболе в 2000 году, сыграв за «Унтерхахинг», но в этом клубе провел всего один сезон, так как не имел постоянного места в основе. В 2001 году перешёл в «Ваккер» из Бургхаузена, с которым в 2002 году вышел во вторую Бундеслигу. Сезон 2004/05 Бройх начал в «Боруссии» из Мёнхенгладбаха, где он быстро стал одним из ключевых игроков, но в 2006 году, из-за разногласий с тренером Бройх ушёл в «Кёльн». 9 июня 2009 года Бройх подписал контракт с «Нюрнбергом»

### Национальная
Бройх провел 7 матчей за молодёжную сборную Германии.